# Португалія на літніх Олімпійських іграх 1964
Португалія брала участь у Літніх Олімпійських іграх 1964 року у Токіо (Японія) водинадцяте за свою історію, але не завоювала жодної медалі.